# M6高速公路 (英國)

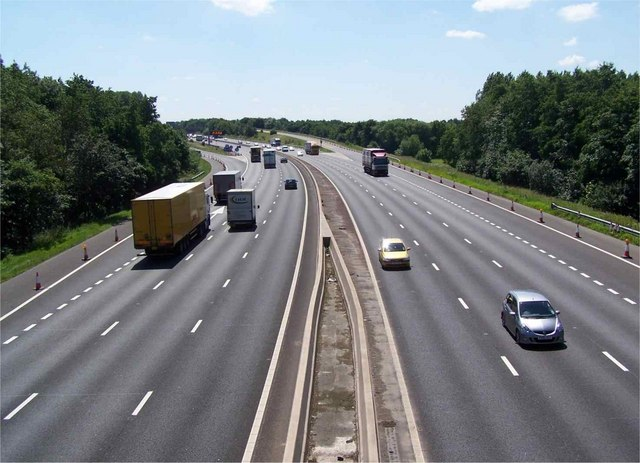
M6公路近坎諾克段

M6高速公路是英國最長的高速公路，總長度為226.7英里（364.8公里）。最初的M6路段建於1958年12月，它也是英國最早開放的高速公路。由於M6高速公路是連接倫敦和格拉斯哥的高速公路網的主要組成部分，它是英國最繁忙的高速公路之一。M6高速公路起始於拉格比附近的M1高速公路交叉路口19，途經伯明翰、曼徹斯特、普雷斯頓和卡萊爾，終止於蘇格蘭邊境的格雷特納，然後和通往格拉斯哥的A74(M)相連。
M6高速公路和M42高速公路是歐洲E05公路（英國未標識）的组成部分。

## 路線
M6高速公路的起點是M1高速公路交叉路口19的卡芙羅普，途經伯明翰、沃尔萨尔和斯塔福德，以及伍爾弗漢普頓和特倫特河畔斯托克的市郊。接著M6高速公路在沃靈頓附近和通往曼徹斯特和利物浦的M56及M62高速公路交叉。然後往北通向普雷斯頓和蘭卡斯特。之後通過蘭開夏郡、坎布里亞郡、湖區邊沿、卡萊爾直到格雷特納。